# Sula (släkte)
Sula är ett släkte med fåglar i familjen sulor inom ordningen sulfåglar. Det omfattar sju arter med utbredning i tropiska och subtropiska områden jorden runt:
- Rödfotad sula (S. sula)
- Brunsula (S. leucogaster)
- Cocossula (S. brewsteri) – nyligen urskild art
- Masksula (S. dactylatra)
- Nazcasula (S. granti)
- Blåfotad sula (S. nebouxii)
- Perusula (S. variegata)